# Iniciación (Teosofía)
La iniciación es un concepto en Teosofía en el que se dice que los seres humanos pasan por diferentes etapas o puertas de desarrollo espiritual. Este proceso está en gran parte oculto mientras está bajo los auspicios de los seres que guían este planeta, los Maestros de Sabiduría.

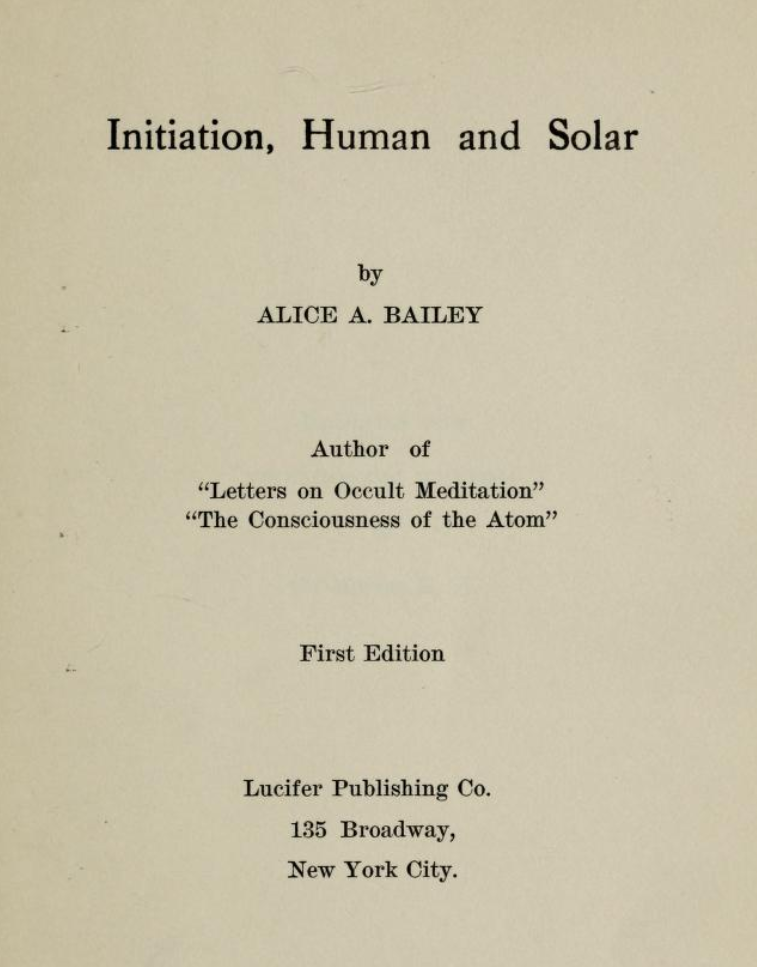
Página de título de Iniciación humana y solar de Alice Bailey (1922)

Según la Teosofía, la iniciación es un "proceso esotérico... un proceso de forzamiento artificial introducido en nuestro planeta en tiempos medio atlánticos para acelerar el proceso evolutivo. Sin ella, inevitablemente llegaríamos al mismo punto de desarrollo que hoy, pero llevaría millones de años más para hacerlo".

## Etimología
El concepto de iniciación fue traído a Occidente por los escritos de Helena Blavatsky, comenzando a finales del siglo XIX, seguido por los de C. W. Leadbeater y Alice A. Bailey en la década de 1920. (Estos escritos también se conocen como las "Enseñanzas de la Sabiduría Incompleta".Según Alice A. Bailey, la iniciación es el "proceso de experimentar una expansión de la conciencia" Según C. W. Leadbeater, la iniciacion es un proceso por el cual "tratamos de desarrollarnos no para que podamos llegar a ser grandes y sabios, sino para que podáis tener el poder y el conocimiento para trabajar para la humanidad con el mejor efecto". En estas dos citas, se puede reconocer cómo la Teosofía fusiona tanto las ideas orientales como las occidentales sobre el desarrollo espiritual en algo nuevo y sincrético: porque el Este ha comprendido durante mucho tiempo la importancia de la autorrealización (que difiere mucho de la idea de la individualización o la búsqueda del yo "auténtico"), mientras que el Oeste reconoce la necesidad de servicio o caridad (si uno se vuelve espiritualmente maduro).
Según Martin Euser, " La teosofía cierra la brecha entre la ciencia y la religión al postular la reencarnación como un proceso dinámico [a diferencia del concepto del eterno retorno]. "Por lo tanto, la evolución se entiende no solo como un proceso físico que mejora la supervivencia de una especie, sino que también está relacionada con el desarrollo espiritual de la humanidad. El desarrollo espiritual depende de dos leyes universales: la Ley del Renacimiento y la Ley de Causa y Efecto (es decir, la reencarnación y el proceso de aprendizaje a través de experiencias precisas determinadas por la Ley de Acción y Reacción o la Ley del Karma).
Según Benjamin Creme, teósofo y estudiante de las Enseñanzas de la Sabiduría Eterna, lo Divino desciende a la materia hasta que se eleva de nuevo (un proceso basado en estados cada vez más elevados de conciencia y autocontrol).
Somos, esencialmente, Mónadas, chispas de Dios, demostrando divinidad en nuestro pequeño nivel individual. Tenemos dentro de nosotros la potencialidad de toda divinidad, y el proceso que se nos presenta para demostrar que la divinidad es renacimiento. El renacimiento es un proceso que permite a Dios, a través de un agente (nosotros mismos), descender a Su polo opuesto, la materia—para devolver esa materia a Sí misma, totalmente imbuida de Su naturaleza. Es una cosa extraordinariamente interesante y hermosa que está teniendo lugar en la creación. Es sorprendente en su belleza, su complejidad, su lógica, en la oportunidad también para el cambio creativo, porque no es una cosa mecánica fija sino un proceso vivo extraordinariamente hermoso.
Sin embargo, este proceso hacia la autoperfección se entiende como un largo y arduo viaje, lleno de sufrimiento y que abarca millones de años. Para empezar, hay cuatro etapas básicas, aunque increíblemente difíciles de alcanzar, de desarrollo espiritual que se dice que los seres humanos en la Tierra progresan a través de cientos de miles de veces de vida.
El proceso de convertirse en un individuo único capaz de mantener estados de mayor conciencia es laboriosamente lento porque la mayoría de las personas persiguen mecánicamente sus propios gustos y disgustos, y en el proceso, consciente o inconscientemente, imponen su voluntad a los demás. En el Nuevo Testamento griego esto se conoce como metanoia, o "pecado" (es decir, pensamientos, sentimientos o comportamiento erróneos). Afirmar el poder de uno sobre los demás resulta en traumas de todo tipo y, por lo tanto, en un mal karma, que ralentiza el desarrollo espiritual de uno (ya que todos los actos dañinos exigen reparación). Pero debido a que los eventos kármicos fomentan la comprensión de uno mismo y del mundo (ya que los individuos están obligados a experimentar en algún momento u otro el dolor que han infligido a otros), en última instancia, ofrecen un correctivo para los actos negativos y, por lo tanto, fomentan el despertar. Como tal, la Ley de Causa y Efecto debe considerarse en última instancia una ley benéfica, si no divina.v
Es importante tener en cuenta que la idea del karma es muy antigua, y se remonta a los jainistas. Se considera que el karma: 1) se gana; 2) es bueno y malo en calidad; 3) pertenece a la Ley de Causa y Efecto (o la Ley de Acción y Reacción) que impregna el universo y asegura que las cualidades latentes en cualquier individuo, grupo, nación o especie aparezcan; y 4) dejar un residuo (es decir, partículas de karmon) tanto en el alma como en cualquier vehículo físico temporal que habite el ego evolutivo, asegurando así que ciertos tipos de experiencias sean atraídas repetidamente a la vida de un individuo (o en un lugar, por ejemplo, donde ocurren traumas repetidos). Como tal, el karma no está simplemente determinado por actos distintivos y las reacciones de uno a los eventos cotidianos, sino que también se relaciona con la calidad de la vibración de uno. A través de la autodisciplina, uno tiene la oportunidad de superar la atracción de las propias demandas internas (las cualidades más mecánicas o compulsivas), así como la estimulación abierta del mundo exterior, creciendo así desapegado. (Para aprender a no reaccionar, debe haber algo dentro de uno que esté desapegado.) A través de la meditación y los actos vigorosos de servicio, uno profundiza la relación con el yo superior o alma.
Es importante tener en cuenta que la idea del karma es muy antigua y se remonta a los jainistas. Se considera que el karma: 1) se gana; 2) es bueno y malo en calidad; 3) pertenece a la Ley de Causa y Efecto (o la Ley de Acción y Reacción) que impregna el universo y asegura que aparezcan las cualidades latentes en cualquier individuo, grupo, nación o especie; y 4) dejar un residuo (i. e. partículas de karmon) tanto en el alma como en cualquier vehículo físico temporal que habite el ego evolutivo, asegurando así que ciertos tipos de experiencias sean atraídas repetidamente a la vida de un individuo (o en un lugar, por ejemplo, donde ocurren traumas repetidos). Como tal, el karma no está determinado simplemente por actos distintivos y las reacciones de uno a los eventos cotidianos, sino que también se relaciona con la calidad de la vibración de uno. A través de la autodisciplina, uno tiene la oportunidad de superar la atracción de las propias demandas internas (las cualidades más mecánicas o compulsivas), así como la estimulación abierta del mundo externo, creciendo así desapegado. (Para aprender a no reaccionar, debe haber algo dentro de uno que esté desapegado.) A través de la meditación y los actos vigorosos de servicio, uno profundiza la relación con el ser superior o alma.